# Blumeriella jaapii
Blumeriella jaapii är en svampart som först beskrevs av Rehm, och fick sitt nu gällande namn av Arx 1961. Blumeriella jaapii ingår i släktet Blumeriella och familjen Dermateaceae.  Arten är reproducerande i Sverige. Inga underarter finns listade i Catalogue of Life.